# Clasa Arleigh Burke
Clasa Arleigh Burke este o clasă de distrugătoare polivalente construite pentru Forțele Navale ale Statelor Unite. Acest tip de nave este echipat cu sistemul de luptă Aegis și a înlocuit treptat ansamblul de distrugătoare americane.

## Nave similare
- Clasa Álvaro de Bazán  Spania
- Clasa Atago  Japonia
- Clasa Daring Type 45  Regatul Unit
- Clasa FREMM  Franța/ Italia
- Clasa Horizon  Franța/ Italia
- Clasa Sejong the Great  Coreea de Sud